# Liste der Monuments historiques in Bois-le-Roi (Seine-et-Marne)
Die Liste der Monuments historiques in Bois-le-Roi (Seine-et-Marne) führt die Monuments historiques in der französischen Gemeinde Bois-le-Roi auf.

## Liste der Bauwerke
| Bezeichnung      | Beschreibung | Standort | Kennzeichnung | Schutzstatus | Datum | Bild           |
| ---------------- | ------------ | -------- | ------------- | ------------ | ----- | -------------- |
| Kirche St-Pierre |              | (Lage)   | PA00086820    | Inscrit      | 1926  | weitere Bilder |

## Liste der Objekte

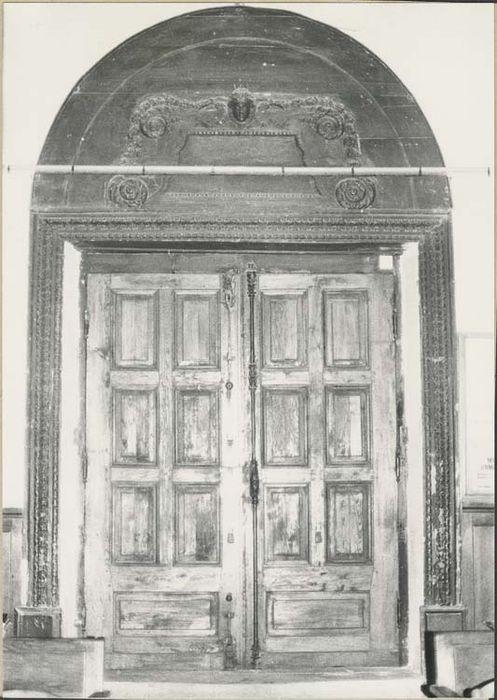
Supraporte (18./19. Jahrhundert) in der Kirche St-Pierre

- Monuments historiques (Objekte) in Bois-le-Roi (Seine-et-Marne) in der Base Palissy des französischen Kultusministeriums